# Список призёров чемпионата России по кёрлингу среди мужчин
Список призёров чемпионатов России по кёрлингу среди мужчин

## Команды-медалисты
| Год  | Золото | Серебро | Бронза |
| ---- | --- | --- | --- |
| 1993 | Форс-Мажор (Санкт-Петербург) Игорь Минин, Дмитрий Мельников, Олег Тулантьев, Денис Антоник                                                                     | Годива (Санкт-Петербург) Александр Колесников, Пётр Кожин, Евгений Гельбух, Дмитрий Гусев                                                                                            | Кёрлинг-клуб (Санкт-Петербург) Юрий Шулико, Леонид Евдокимов, Алексей Христолюбов                                                                              |
| 1994 | Обуховец (Санкт-Петербург) Александр Колесников, Олег Тулантьев, Алексей Целоусов, Виктор Воробьёв                                                             | Лесгафтовец (Санкт-Петербург) Леонид Евдокимов, Денис Антоник, Иван Евдокимов, С. Александров                                                                                        | Кёрлинг-клуб (Санкт-Петербург) Игорь Минин, Алексей Христолюбов, Пётр Кожин, Сергей Горчаков                                                                   |
| 1995 | Обуховец (Санкт-Петербург) Игорь Минин, Юрий Шулико, Денис Антоник, Дмитрий Мельников                                                                          | Лесгафтовец (Санкт-Петербург) Константин Задворнов, Сергей Мельников, Олег Тулантьев, Дмитрий Рыжов                                                                                  | СКА (Санкт-Петербург) Александр Колесников, Алексей Целоусов, Виктор Воробьёв, Евгений Изотов, запасной: Матвей Вакин                                          |
| 1996 | СКА (Санкт-Петербург) Александр Колесников, Виктор Воробьёв, Евгений Изотов, Матвей Вакин                                                                      | Обуховец (Санкт-Петербург) Игорь Минин, Юрий Шулико, Денис Антоник, Дмитрий Мельников, Алексей Целоусов                                                                              | Лесгафтовец (Санкт-Петербург) Константин Задворнов, Сергей Мельников, Олег Тулантьев, Дмитрий Рыжов, запасной: Алексей Христолюбов                             |
| 1997 | Годива (Санкт-Петербург) Игорь Минин, Владимир Степанов, Дмитрий Мельников, Денис Антоник                                                                      | Обуховец (Санкт-Петербург) Алексей Целоусов, Дмитрий Рыжов, Виктор Воробьёв, Сергей Бурмистров                                                                                       | СКА (Санкт-Петербург) Александр Колесников, Евгений Изотов, Матвей Вакин, Сергей Эверт                                                                         |
| 1998 | СКА (Санкт-Петербург) Александр Колесников, Матвей Вакин, Евгений Изотов, Сергей Эверт                                                                         | СКА-2 (Санкт-Петербург) Иван Евдокимов, Валерий Печерский, Сергей Лебедев, Антон Ничипорович                                                                                         | Динамо (Москва) Вадим Школьников, Вадим Стебаков, Сергей Артамошкин, Михаил Фокин, запасной: Дмитрий Андрианов                                                 |
| 1999 | Лесгафтовец (Санкт-Петербург) Константин Задворнов, Сергей Мельников, Олег Тулантьев, Владимир Сепсяков                                                        | СКА (Санкт-Петербург) Александр Колесников, Валерий Печерский, Матвей Вакин, Евгений Изотов, запасной: Сергей Эверт                                                                  | Динамо (Москва) Вадим Школьников, Вадим Стебаков, Сергей Артамошкин, Михаил Фокин, запасной: Дмитрий Андрианов                                                 |
| 2000 | СКА (Санкт-Петербург) Алексей Целоусов, Дмитрий Рыжов, Виктор Воробьёв, Матвей Вакин                                                                           | Годива (Санкт-Петербург) Игорь Минин, Владимир Степанов, Пётр Кожин | ЭШВСМ «Москвич» (Москва) Александр Кириков, Вадим Школьников, Михаил Фокин, Вадим Стебаков                                                                     |
| 2001 | СКА (Санкт-Петербург) Алексей Целоусов, Дмитрий Рыжов, Виктор Воробьёв, Матвей Вакин                                                                           | Лесгафтовец (Санкт-Петербург) Павел Макуха, Дмитрий Мельников, П. Дорошенко, Сергей Мельников, запасной: А. Трубинский                                                               | Росин (Санкт-Петербург) Игорь Минин, Владимир Степанов, К. Тихонов, Пётр Кожин                                                                                 |
| 2002 | СКА-2 (Санкт-Петербург) Валерий Печерский, С. Лебедев, А. Ничипорович, Сергей Бурмистров                                                                       | Росин (Санкт-Петербург) Игорь Минин, Владимир Степанов, К. Тихонов, Пётр Кожин | СКА (Санкт-Петербург) Алексей Целоусов, Дмитрий Рыжов, Виктор Воробьёв, Александр Колесников                                                                   |
| 2003 | СКА (Санкт-Петербург) Алексей Целоусов, Дмитрий Рыжов, Виктор Воробьёв, Павел Макуха                                                                           | ЭШВСМ «Москвич»-2 (Москва) Вадим Стебаков, Илья Рочев, Николай Макаров, Кирилл Савушкин                                                                                              | ЭШВСМ «Москвич» (Москва) Александр Кириков, Вадим Школьников, Алексей Камнев, Дмитрий Абанин, запасной: Михаил Фокин                                           |
| 2004 | Росин (Санкт-Петербург) Игорь Минин, Дмитрий Мельников, Владимир Степанов, Александр Бойко                                                                     | СКА (Санкт-Петербург) Алексей Целоусов, Дмитрий Рыжов, Виктор Воробьёв, Валентин Деменков ЭШВСМ «Москвич» (Москва) Александр Кириков, Вадим Школьников, Михаил Фокин, Алексей Камнев | |
| 2005 | ЭШВСМ «Москвич» (Москва) Александр Кириков, Вадим Школьников, Алексей Камнев, Дмитрий Абанин, запасные: Антон Калалб, Андрей Дроздов                           | Лесгафтовец (Санкт-Петербург) Антон Бобров, Пётр Дрон, Дмитрий Мельников, Александр Бойко, Андрей Коржев                                                                             | СКА (Санкт-Петербург) Алексей Целоусов, Дмитрий Рыжов, Станислав Семёнов, Виктор Воробьёв                                                                      |
| 2006 | ЭШВСМ «Москвич»-1 (Москва) Александр Кириков, Вадим Школьников, Алексей Камнев, Дмитрий Абанин                                                                 | Москвич (Москва) Артём Болдузев, Андрей Дроздов, Антон Калалб, Алексей Стукальский, запасной: Виктор Корнев                                                                          | Лесгафтовец (Санкт-Петербург) Антон Бобров, Пётр Дрон, Дмитрий Мельников, Александр Бойко, запасной: Андрей Коржев                                             |
| 2007 | Лесгафтовец (Санкт-Петербург) Антон Бобров, Пётр Дрон, Дмитрий Мельников, Александр Бойко, запасной: Андрей Коржев                                             | ЭШВСМ «Москвич»-1 (Москва) Александр Кириков, Вадим Школьников, Алексей Камнев, Дмитрий Абанин                                                                                       | ЭШВСМ «Москвич»-2 (Москва) Вадим Стебаков, Денис Килба, Илья Рочев, И. Серёгин, запасной: Олег Дерябин                                                         |
| 2008 | ЭШВСМ «Москвич»-1 (Москва) Александр Кириков, Вадим Школьников, Алексей Камнев, Дмитрий Абанин                                                                 | Москва Артём Болдузев, Антон Калалб, Алексей Стукальский, Виктор Корнев | Москвич (Москва) Андрей Дроздов, Роман Кутузов, Александр Козырев, Вадим Раев, запасной: Сергей Манулычев                                                      |
| 2009 | Москвич (Москва) Андрей Дроздов, Алексей Стукальский, Антон Калалб, Виктор Корнев                                                                              | Лесгафтовец (Санкт-Петербург) Антон Бобров, Александр Бойко, Александр Орлов, Владимир Бельмас, запасной: Дмитрий Мельников                                                          | Лесгафтовец ШВСМ ЗВС (Санкт-Петербург) Пётр Дрон, Игорь Минин, Станислав Семёнов, Виктор Воробьёв, запасной: Артур Ражабов                                     |
| 2010 | ЭШВСМ «Москвич»-1 (Москва) Александр Кириков, Вадим Школьников, Роман Кутузов, Александр Козырев                                                               | Москвич (Москва) Андрей Дроздов, Алексей Стукальский, Антон Калалб, Артём Болдузев                                                                                                   | ЦСП «Ижора» (Ленинградская область) Алексей Целоусов, Алексей Камнев, Дмитрий Абрамов, Дмитрий Рыжов, запасной: Александр Чугайнов                             |
| 2011 | Адамант-1 (Санкт-Петербург) Алексей Целоусов, Алексей Камнев, Пётр Дрон, Артур Ражабов, Александр Бадилин                                                      | Москвич (Москва) Андрей Дроздов, Алексей Стукальский, Артём Болдузев, Антон Калалб                                                                                                   | ЭШВСМ «Москвич»-1 (Москва) Александр Кириков, Роман Кутузов, Вадим Школьников, Александр Козырев                                                               |
| 2012 | Москвич (Москва) Андрей Дроздов, Алексей Стукальский, Артём Болдузев, Антон Калалб                                                                             | Адамант (Санкт-Петербург) Алексей Целоусов, Алексей Камнев, Пётр Дрон, Артур Ражабов, запасной: Александр Бадилин                                                                    | Юность-Метар (Челябинск) Артём Шмаков, Сергей Глухов, Дмитрий Миронов, Михаил Брусков, запасной: Дмитрий Соломатин                                             |
| 2013 | Адамант 1 (Санкт-Петербург) Алексей Целоусов, Артём Шмаков, Михаил Брусков, Пётр Дрон, запасной: Артур Ражабов                                                 | Москвич 1 (Москва) Андрей Дроздов, Алексей Стукальский, Роман Кутузов, Александр Козырев                                                                                             | Сборная Москвы (Москва) Артём Болдузев, Вадим Школьников, Александр Кириков, Сергей Морозов, запасной: Александр Кузьмин                                       |
| 2014 | Адамант (Санкт-Петербург) Алексей Целоусов, Артём Шмаков, Пётр Дрон, Евгений Климов, запасной: Алексей Тимофеев, тренер: Алексей Целоусов                      | Москва-1 Андрей Дроздов, Алексей Стукальский, Антон Калалб, Александр Козырев, запасной: Роман Кутузов, тренер: Василий Гудин                                                        | Москва-2 Александр Кириков, Александр Кузьмин, Александр Челышев, Дмитрий Абанин, запасной: Вадим Школьников, тренер: Владимир Романов                         |
| 2015 | Адамант-2 (Санкт-Петербург) Андрей Дроздов, Алексей Стукальский, Антон Калалб, Пётр Дрон, запасной: Артур Ражабов, тренер: Константин Задворнов                | Адамант-1 (Санкт-Петербург) Алексей Целоусов, Артём Шмаков, Алексей Тимофеев, Евгений Климов, запасной: Виктор Воробьёв                                                              | УОР-2 (Санкт-Петербург) Пантелеймон Лаппо, Иван Александров, Николай Чередниченко, Семён Осипов, тренер: Светлана Яковлева                                     |
| 2016 | Адамант-1 (Санкт-Петербург) Андрей Дроздов, Пётр Дрон, Алексей Стукальский, Артур Ражабов, запасной: Антон Калалб                                              | Адамант-2 (Санкт-Петербург) Алексей Целоусов, Евгений Климов, Алексей Тимофеев, Артём Шмаков, запасной: Александр Быстров                                                            | Московская область-1 (Дмитров) Александр Ерёмин, Михаил Васьков, Алексей Тузов, Алексей Куликов                                                                |
| 2017 | Краснодарский край-1 (Сочи) Евгений Архипов, Сергей Глухов, Дмитрий Миронов, Александр Козырев                                                                 | Московская область-1 (Дмитров) Михаил Васьков, Александр Ерёмин, Алексей Тузов, Алексей Куликов, запасной: Пётр Кузнецов                                                             | Сборная Москвы (Москва) Тимур Гаджиханов, Артур Али, Егор Бураков, Сергей Андрианов, запасной: Александр Кузьмин                                               |
| 2018 | Адамант Санкт-Петербург 1 Алексей Стукальский, Андрей Дроздов, Пётр Дрон, Артур Ражабов, запасной: Пантелеймон Лаппо                                           | Адамант Санкт-Петербург 2 Алексей Целоусов, Алексей Тимофеев, Евгений Климов, Александр Быстров                                                                                      | Московская область 1 (Дмитров) Александр Ерёмин, Алексей Куликов, Алексей Тузов, Михаил Васьков, запасной: Пётр Кузнецов                                       |
| 2019 | Адамант — Санкт-Петербург 1 Алексей Тимофеев, Даниил Горячев, Алексей Стукальский, Артур Ражабов, запасной: Евгений Климов                                     | Краснодарский край 1 (Сочи) Сергей Глухов, Артур Али, Дмитрий Миронов, Антон Калалб, запасной: Александр Козырев                                                                     | Сборная команда Москвы (Москва) Александр Кириков, Андрей Дроздов, Вадим Школьников, Сергей Морозов, запасной: Дмитрий Абанин                                  |
| 2020 | Санкт-Петербург 1 Алексей Тимофеев, Даниил Горячев, Евгений Климов, Артур Ражабов, запасной: Александр Быстров, тренер: Анастасия Брызгалова                   | Краснодарский край 1 (Сочи) Сергей Глухов, Дмитрий Миронов, Артур Али, Александр Козырев, тренеры: Александр Козырев, Ефим Жиделев                                                   | Новосибирская область Артём Шмаков, Иван Казачков, Никита Кукунин, Даниил Зазульских, запасной: Алексей Сотников, тренер: Артём Шмаков                         |
| 2021 | Санкт-Петербург 1 Алексей Тимофеев, Даниил Горячев, Евгений Климов, Артур Ражабов, запасной: Александр Быстров, тренер: Пётр Дрон                              | Московская область 1 Михаил Васьков, Алексей Тузов, Пётр Кузнецов, Алексей Куликов, запасной: Кирилл Савенков, тренеры: А.Д. Грецкая, Д.Н. Степанов                                  | Санкт-Петербург 2 Алексей Стукальский, Олег Красиков, Данил Киба, Сергей Варламов, запасной: Глеб Лясников, тренер: Константин Задворнов                       |
| 2022 | Московская область 1 Александр Ерёмин, Михаил Васьков, Алексей Тузов, Алексей Куликов, запасной: Пётр Кузнецов, тренеры: А.Д. Грецкая, Д.Н. Степанов           | Краснодарский край Сергей Глухов, Дмитрий Миронов, Артур Али, Антон Калалб, тренеры: Александр Козырев, Ефим Жиделев                                                                 | Санкт-Петербург 1 Алексей Тимофеев, Александр Крушельницкий, Даниил Горячев, Артур Ражабов, запасной: Евгений Климов, тренеры: Анастасия Брызгалова, Пётр Дрон |
| 2023 | Санкт-Петербург 1 Алексей Тимофеев, Александр Крушельницкий, Артур Ражабов, Даниил Горячев, запасной: Пётр Дрон, тренеры: Анастасия Брызгалова, Пётр Дрон      | Иркутская область — Комсомолл 1 Николай Лысаков, Михаил Власенко, Андрей Дудов, Камиль Каримов, запасной: Кирилл Палагней, тренеры: А.В. Трухина, Е.В. Трухина                       | Санкт-Петербург 2 Олег Красиков, Глеб Лясников, Данил Киба, Сергей Варламов, запасной: Александр Терентьев, тренер: Константин Задворнов                       |
| 2024 | Санкт-Петербург 1 Алексей Тимофеев, Александр Крушельницкий, Артур Ражабов, Даниил Горячев, запасной: Евгений Климов, тренеры: Анастасия Брызгалова, Пётр Дрон | Краснодарский край Сергей Глухов, Дмитрий Миронов, Артур Али, Антон Калалб, запасной: Арсений Мешкович, тренеры: Ефим Жиделев, Александр Козырев                                     | Иркутская область — Комсомолл Николай Лысаков, Андрей Дудов, Михаил Власенко, Кирилл Палагней, запасной: Данила Мухорин, тренеры: А.В. Трухина, Е.В. Трухина   |
| 2025 | Санкт-Петербург 1 Алексей Тимофеев, Александр Крушельницкий, Артур Ражабов, Даниил Горячев, запасной: Евгений Климов, тренеры: Анастасия Брызгалова, Пётр Дрон | Краснодарский край Дмитрий Миронов, Сергей Глухов, Захар Сотников, Александр Полушвайко, запасной: Дмитрий Мальцев, тренеры: Е.И. Азимова, Ефим Жиделев                              | Сборная Москвы Тимофей Насонов, Артур Али, Андрей Ильин, Григорий Лавров, запасной: Антон Калалб, тренер: Александр Козырев                                    |

Составы команд указаны в порядке: четвёртый, третий, второй, первый, запасной, тренер; скипы выделены полужирным шрифтом.

## Медальный зачёт по скипам
(по состоянию на после чемпионата 2024 года; учитываются медали и тогда, когда кёрлингист не был скипом, но вообще был скипом-медалистом хотя бы раз; медали в качестве тренера не учитываются)
| Кёрлингист           | 1 | 2 | 3 |
| -------------------- | - | - | - |
| Алексей Целоусов     | 7 | 7 | 4 |
| Алексей Тимофеев     | 7 | 2 | 1 |
| Алексей Стукальский  | 6 | 6 | 1 |
| Андрей Дроздов       | 5 | 5 | 2 |
| Игорь Минин          | 4 | 3 | 3 |
| Вадим Школьников     | 4 | 2 | 8 |
| Александр Кириков    | 4 | 2 | 6 |
| Александр Колесников | 3 | 2 | 3 |
| Артём Шмаков         | 2 | 1 | 2 |
| Сергей Глухов        | 1 | 5 | 1 |
| Артём Болдузев       | 1 | 4 | 1 |
| Антон Бобров         | 1 | 2 | 1 |
| Валерий Печерский    | 1 | 2 |   |
| Александр Ерёмин     | 1 | 1 | 2 |
| Константин Задворнов | 1 | 1 | 1 |
| Юрий Шулико          | 1 | 1 | 1 |
| Михаил Васьков       | 1 | 1 |   |
| Павел Макуха         | 1 | 1 |   |
| Пантелеймон Лаппо    | 1 |   | 1 |
| Евгений Архипов      | 1 |   |   |
| Артур Али            |   | 4 | 2 |
| И. Евдокимов         |   | 2 |   |
| Вадим Стебаков       |   | 1 | 4 |
| Михаил Власенко      |   | 1 | 1 |
| Л. Евдокимов         |   | 1 | 1 |
| Николай Лысаков      |   | 1 | 1 |
| Олег Красиков        |   |   | 2 |
| Тимофей Насонов      |   |   | 1 |